# حصار سانتا مورا
وقع حصار سانتا مورا في 21 يوليو -6 أغسطس عام 1684 بين قوات جمهورية البندقية والإمبراطورية العثمانية، وكان المعركة الأولى في الحرب العثمانية -البندقية السادسة.
وقاد فرانشيسكو موروسيني القائد العام للبندقية من قاعدته في كورفو أسطولًا مكونًا من 38 قادسًا و8 سفن حربية (غلياس) والعديد من السفن المساعدة (الكثير منها قدمه اليونانيون من الجزر الأيونية) لمحاصرة قلعة سانتا مورا في جزيرة ليفكادا (المعروفة كذلك باسم سانتا مورا)، التي كانت تحت الحكم العثماني.
ولقد زادت القوات المجندة اليونانية والمتطوعين من الجزر الأيونية قوات الحصار الذي استمر حتى السادس من أغسطس عندما استسلم القائد بكير أغا -الذي انحنى أمام وطأة 500 ألبانيًا و 200 يونانيًا هم حامية القلعة- للنبيل البندقي-يوناني أنجليو ديلاديسيما.